# Koba (ort)
Koba är en ort i Burkina Faso.   Den ligger i regionen Boucle du Mouhoun, i den västra delen av landet, 260 km väster om huvudstaden Ouagadougou. Koba ligger 287 meter över havet och antalet invånare är 1 207.
Terrängen runt Koba är platt, och sluttar norrut. Runt Koba är det ganska glesbefolkat, med 38 invånare per kvadratkilometer.. Närmaste större samhälle är Yasso, 19,9 km sydväst om Koba.
Omgivningarna runt Koba är en mosaik av jordbruksmark och naturlig växtlighet.